# Tyranneau de Straneck
Serpophaga griseicapilla
Espèce
Statut de conservation UICN

 LC  : Préoccupation mineure
Le Tyranneau de Straneck (Serpophaga griseicapilla) est une espèce de passereaux de la famille des Tyrannidae,.

## Systématique
L'espèce Serpophaga griseicapilla a été décrite en 2007 par l'ornithologue argentin Roberto Juan Straneck (d). Elle est monotypique selon la classification de référence du Congrès ornithologique international (version 9.1, 2019).

## Description
Cet oiseau est principalement gris. Sa tête est grise et, d'ailleurs, l'épithète spécifique griseicapilla de son nom binominal (cheveux gris en latin) vient de la couleur grise de sa couronne, même si celle des spécimens adultes possède également quelques plumes noires dont la base, blanche, est majoritairement couverte, donc non visible. Cette espèce possède une tache blanche pré- et post-oculaire. Le dos et le croupion sont d'un brun légèrement olivâtre. La gorge et la partie antérieure du cou sont blanc-grisâtre virant sur le jaune sale, puis sur le jaune pâle sur la zone ventrale et subcaudale, même si des spécimens présentant très peu de jaune sur le ventre (qui peut même être blanc dans les régions ventrale et subcaudale) ont été observés au nord et à l'ouest de l'Argentine, dans les provinces de Mendoza et de Salta. Les ailes et la queue sont brunes, avec des plumes finement bordées de blanc sale ; les extrémités des tectrices forment deux bandes de couleur cannelle clair.

## Distribution
Cet oiseau vit en Argentine, au Paraguay, en Uruguay et au sud du Brésil. Il migre vers l'est en dehors de la période de reproduction,,,.

## Reproduction
Elle a lieu en automne et en hiver.

## Publication originale
- (es) R. Straneck, « Una Nueva Especie de Serpophaga (Aves: Tyrannidae) », FAVE. Seccion ciencias veterinarias, Université nationale du Littoral (d), vol. 6, nos 1/2,‎ 10 février 2007, p. 31-42 (ISSN 1666-938X et 2362-5589, DOI 10.14409/FAVECV.V6I1/2.1440, lire en ligne).